# Okres Bátonyterenye
Okres Bátonyterenye (maďarsky Bátonyterenyei járás) je jedním z šesti okresů maďarské župy Nógrád. Jeho centrem je město Bátonyterenye.

## Sídla
V okrese se nachází celkem 8 měst a obcí.
Města
- Bátonyterenye

Obce
- Dorogháza
- Mátramindszent
- Mátranovák
- Mátraterenye
- Mátraverebély
- Nemti
- Szuha